# Операција Литани
Операција Литани је било израелско кодно име за инвазију јужног Либана до реке Литани 1978. године. Војна операција била је усмерена против снага ПЛО-а, које се повлаче. Након тога Израел повлачи своје трупе из Либана.

## Укратко
Користећи отмицу израелског аутобуса као повод, у Либански грађански рат 15. марта 1978. улази и Израел. Израелци тада уништавају палестинске базе и протерују милитанте према северу. Неколико дана касније, Савет безбедности Уједињених нација издао је резолуције 425 и 426, којима се захтевало повлачење израелских и слање међународних снага које би надгледале мир у јужном Либану. Три месеца касније, 13. јуна 1978. године, Израел је потпуно повукао своје трупе из Либана и препустио контролу над јужним делом земље хришћанској групи — Армија Јужног Либана која је у тим сукобима била на страни Израела. Израел се у јуну 1978. повлачи из Либана, а на линију раздвајања долазе мировне снаге УН. Израелска војска поновно напада Либан 1982. године.